# Bezmer (Tundzha)
Bezmer (búlgaro: Безмѐр) es un pueblo de Bulgaria perteneciente al municipio de Tundzha de la provincia de Yámbol.
El área está habitada desde la época tracia, ya que en la zona se han encontrado 22 lápidas de aquella época. El pueblo adoptó su actual topónimo en 1934.
Se ubica unos 10 km al oeste de Yámbol sobre la carretera 555.

## Demografía
En 2011 tiene 1143 habitantes, el 81,45% búlgaros y el 1,57% gitanos.
En anteriores censos su población ha sido la siguiente:
- 1934: 1748 habitantes
- 1946: 1867 habitantes
- 1956: 1978 habitantes
- 1965: 1913 habitantes
- 1975: 2093 habitantes
- 1985: 1941 habitantes
- 1992: 1506 habitantes
- 2001: 1452 habitantes